# Mieterpartei
Die Mieterpartei ist eine deutsche Kleinpartei. Sie wurde am 26. Februar 2016 aus dem Kreis von in Berliner Mieter- und Bürgerinitiativen engagierten Bürgern am Prenzlauer Berg gegründet und nahm 2017 an der Bundestagswahl teil.

## Programmatische Ausrichtung
Das 78-seitige Grundsatzprogramm widmet  seine zwölf  Programmteile den politischen Handlungsfeldern Wohnen/Mieten, Demokratische Institutionen, Obsoleszenz, das deutsche Gesundheitssystem, ländliche und städtische Räume, Biodiversität, Leitkultur und Integration, Rentenpolitik, Rechtsstaat, internationale Freihandelsabkommen sowie Parlamentarismus/Parteineugründungen.

## Wahlen
Die Mieterpartei trat bei der Wahl zum Abgeordnetenhaus von Berlin 2016 am 18. September 2016 im Wahlkreis Mitte 3, im Wahlkreis Pankow 3 und im Wahlkreis Pankow 6 mit eigenen Direktkandidaten an. Bei den Wahlen zur Bezirksverordnetenversammlung im Bezirk Pankow trat die Mieterpartei mit einer eigenen Kandidatenliste an.
Am 7. Juli 2017 hat der Bundeswahlausschuss die Mieterpartei als Partei  anerkannt und zur Bundestagswahl 2017 zugelassen. Die Mieterpartei trat im Wahlkreis Marzahn Hellersdorf 85 sowie im Wahlkreis Neukölln 82 mit eigenen Direktkandidaten zur 19. Bundestagswahl am 24. September 2017 an.
Zur Wahl zum Abgeordnetenhaus von Berlin 2021 trat die Mieterpartei erstmals mit einer Landesliste an. Sie erreichte 0,2 % der Zweitstimmen. Bei der Wiederholungswahl zum Abgeordnetenhaus 2023 erreichte die Partei 0,3 % der Zweitstimmen.